# Ejler Eriksen Bølle
Ejler Eriksen Bølle til Nakkebølle (død 1534) var en dansk rigsråd, søn af Erik Madsen Bølle og Anne Sivertsdatter (Blaa).
Ejler Eriksen Bølle blev omtrent 1503 gift med Anne Bild, jomfru hos dronning Christine, og var 1507-10 lensmand på dronningens livsejegods Tranekjær. Han blev rigsråd ved regeringsforandringen i 1523, men forekommer for øvrigt sjælden. I 1531, da Christian II ventedes, har han i forening med de øvrige fynske rigsråder i et brev til Frederik I givet en stærkt farvet skildring af almuens oprørske stemning og de foranstaltninger, der påtænktes til øens forsvar. 
Formodentlig allerede da gammel og svagelig, forekommer han slet ikke i de følgende store herredage og rigsrådsmøder. Både efter gravskriften i Aastrup Kirke i Fyn og i hans dattersøn Eiler Brockenhuus’ kalenderoptegnelser sættes hans død til 1. januar 1534. Huitfeldt lader ham derimod 1534 i juli måned blive ført som fange fra Nakkebølle til Svendborg, hvor han nødtvungen måtte anerkende Christian II. Om dette beror på en forveksling med hans svigersøn Claus Eriksen Ravensberg, der fik Nakkebølle med Susanne Bølle (senere gift med Jacob Brockenhuus), eller om dagsangivelsen på gravstenen er urigtig, kan næppe afgøres.